# Ludwig Willroider
Ludwig Willroider, né le 11 janvier 1845 à Villach en Carinthie et mort le 22 mai 1910 à Bernried am Starnberger See, est un peintre autrichien, paysagiste et graveur. Son frère Josef était aussi peintre et graveur. Il vécut en Bavière.

## Biographie
Willroider est le fils d'un architecte chez qui il apprend le dessin, puis il se perfectionne avec son frère Josef âgé de sept ans de plus que lui, et avec Ludwig Canziani (1821-1891). Il se rend ensuite à Munich à l'âge de vingt-trois ans, où il étudie à l'académie des beaux-arts. Il suit l'enseignement d'Eduard Schleich (1812-1874) et surtout du paysagiste Adolf Heinrich Lier (1826-1882). Il rencontre aussi Carl Ebert (1821-1885) qui l'accompagne dans plusieurs voyages. Ce dernier appartient au cercle des proches de Christian Mali (1832-1906) et d'Anton Braith (1836-1905), spécialistes de la peinture de plein air et qui occupent un grand atelier dans le quartier de Schwabing.

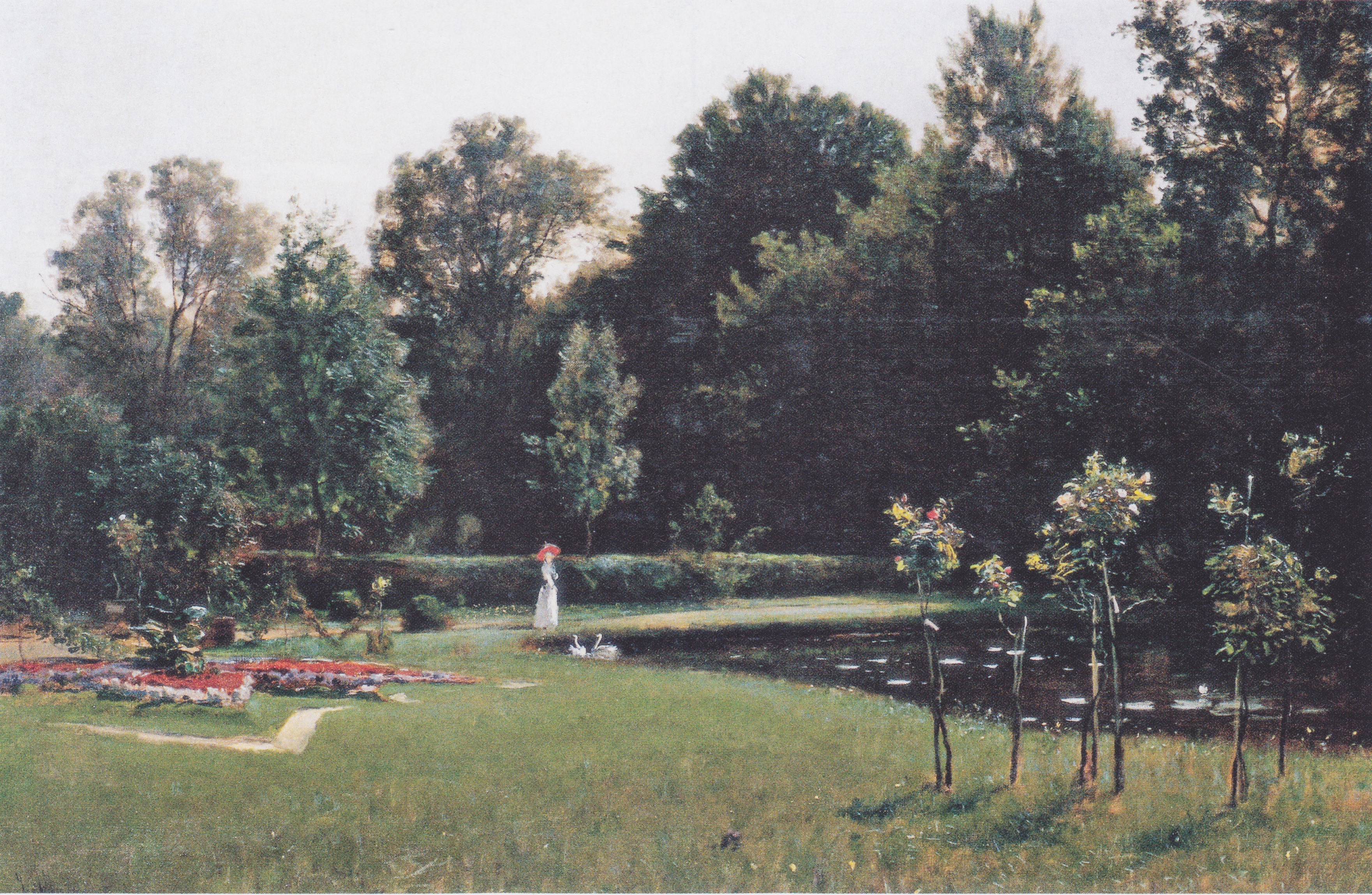
Parc du château de Viktring, 1891

Ludwig Willroider expose régulièrement au Palais de glace de Munich (Glaspalast), où il est favorablement accueilli par la critique et reçoit des médailles, pour ses paysages bavarois ou de sa région natale. Il séjourne en effet souvent en Carinthie et spécialement à Viktring et fait aussi quelques voyages d'études aux Pays-Bas.
Il est nommé membre d'honneur de l'académie munichoise en 1883, et professeur de l'académie par le prince-régent Léopold de Bavière en 1886.

## Source
- (de) Cet article est partiellement ou en totalité issu de l’article de Wikipédia en allemand intitulé « Ludwig Willroider » (voir la liste des auteurs).